# Гемюнден (Вора)
Гемюнден (нем. Gemünden) — город в Германии, в земле Гессен. Подчинён административному округу Кассель. Входит в состав района Вальдек-Франкенберг. Население составляет 3897 человек (на 31 декабря 2010 года). Занимает площадь 58,67 км². Официальный код — 06 6 35 012.
Город подразделяется на 7 городских районов.